# PSR B1620-26 b
PSR B1620-26 b is een exoplaneet die 12.400 lichtjaar van de aarde verwijderd is in het sterrenbeeld Schorpioen. De exoplaneet is de oudste exoplaneet die we tot nu toe kennen en is al meer dan 12,7 miljard jaar oud. Vanwege deze hoge leeftijd wordt de planeet ook wel Methusalem genoemd naar Metusalem, de oudste persoon uit de Bijbel. De planeet staat 23 AE van zijn ster en heeft ongeveer 2,5 keer de massa van Jupiter. De exoplaneet werd ontdekt op 30 mei 1993 door Donald C. Backer in de Verenigde Staten. 